# Ruth Underwood

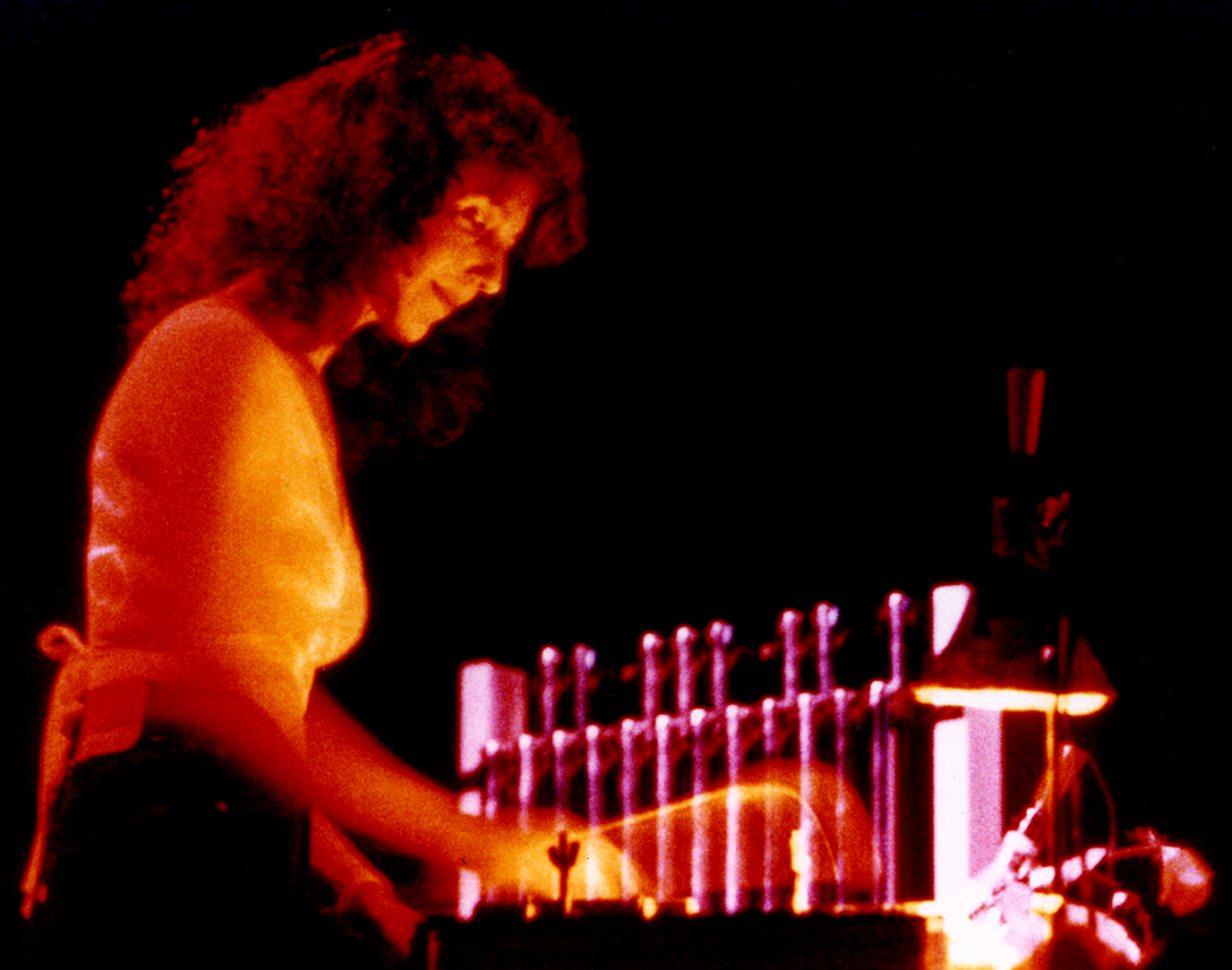
Ruth Underwood, circa 1978

Ruth Underwood (* 23. Mai 1946 als Ruth Komanoff) ist eine US-amerikanische Perkussionistin. Sie spielt Marimbas, Vibraphon, Xylophon und die gesamte Palette der Schlagzeuginstrumente, aber auch Keyboards und Harfe. Bekannt wurde sie durch ihre Zusammenarbeit mit Frank Zappa und den Mothers of Invention. Inzwischen hat sie sich aus dem Musikgeschäft ins Privatleben zurückgezogen.
Ruth Komanoff studierte zunächst am Ithaca College, New York, bei Warren Benson. „Unter seiner Anleitung lernte ich, wie wichtig es ist, mit dem Herzen zu kommunizieren“, gibt die Percussive Arts Society die Eindrücke der einstigen Musikstudentin wieder. Nach diesem Studium wechselte Ruth Komanoff an die Juilliard School für Tanz, Drama und Musik, New York, wo sie 1967 als Perkussionistin ihren Abschluss machte.
Durch einen Zufall lernte sie im Jahr 1968 Frank Zappa kennen, dessen Shows im New Yorker Garrick-Theatre sie mehrmals gesehen hatte. Als Ruth und ihr Bruder auf dem Weg zu einem Miles-Davis-Konzert waren, lief Zappa ihnen über den Weg. Ihr Bruder sprach ihn an, worauf sie, wie der Zappa-Biograph Barry Miles berichtet, „am liebsten im Boden versunken“ wäre. Zu spät. Zappa engagierte die hochbegabte Perkussionistin. Auf dem Album Uncle Meat (1969) ist sie zum ersten Mal zu hören. Viele weitere Plattenaufnahmen mit Frank Zappa und den Mothers sollten bis zum Jahr 1976 folgen.
Hörbeispiele der atemberaubenden Perfektion dieser virtuosen Musikerin finden sich unter anderem auf den Alben Over-Nite Sensation, Apostrophe, Roxy & Elsewhere und One Size Fits All. Ruth Underwood wirkte auch in der TV-Produktion „A Token of his Extreme“ mit – einem Livemitschnitt eines Konzertes aus dem Jahr 1974 für eine KCET-TV-Sondersendung im Culver-City-Studio, Los Angeles, den das ZDF in den 1970/80er Jahren zweimal ausgestrahlt hat.
Bei den Mothers lernte sie den Keyboarder Ian Underwood kennen. 1970 heirateten die beiden. Die Ehe wurde im Jahr 1986 geschieden.
Ab etwa 1975 war Ruth Underwood nur noch sporadisch für Zappa tätig, bis sie im Frühjahr 1977 das Musizieren fast völlig aufgab. Weitere Plattenaufnahmen, bei denen sie mitwirkte, gibt es von der Hamilton Face Band, Ambrosia, George Duke, Alphonso Johnson, Billy Cobham und Jasun Martz.
Ihrer letzten Ausbildungsstätte und ihrem ersten Lehrer auf musikalischem Gebiet (siehe oben) ist Ruth Komanoff Underwood – wie sie sich heute nennt – noch immer verbunden. In den Jahren 1987 und 2003 stiftete sie insgesamt drei Förderpreise in den Fächern Dirigieren und Komposition, die jungen Nachwuchsmusikern den Start erleichtern sollen.
Kurz vor seinem Tod im Jahr 1993 hat Frank Zappa noch einmal Ruth Komanoff Underwood angerufen, um mit ihr Samples von verschiedenen Perkussionsinstrumenten aufzunehmen. In einem BBC-Interview 1993 sagte die Musikerin dazu: „Das war für mich wirklich ein Wunder – dass ich mit ihm wieder zusammenarbeiten und immer noch etwas zu bieten haben könnte.“

## Diskografie (Auswahl)
- The Mothers of Invention: Uncle Meat – 1969
- Hamilton Face Band: Ain’t Got No Time – 1970
- The Mothers: Over-Nite Sensation – 1973
- Frank Zappa: Apostrophe (’) – 1974
- Zappa & the Mothers of Invention: Roxy & Elsewhere – 1974
- Frank Zappa / The Mothers: One Size Fits All – 1975
- Ambrosia: Ambrosia – 1975
- George Duke: I Love The Blues, She Heard My Cry – 1976
- Frank Zappa: Zoot Allures – 1976
- George Duke: Liberated Fantasies – 1976
- Ambrosia: Somewhere I’ve Never Travelled – 1976
- Alphonso Johnson: Yesterday’s Dreams – 1977
- Billy Cobham: Inner Conflicts – 1977
- Frank Zappa: Zappa In New York – 1978
- Jasun Martz: The Pillory – 1978